# Синдром гиперфосфатазии с умственной отсталостью
Синдром гиперфосфатазии с умственной отсталостью (СГФУО; синдром Мабри) – заболевание, при котором у пациентов отмечается умственная отсталость различной степени тяжести и устойчивое повышение активности щелочной фосфатазы в крови. По состоянию на 2020 год было известно шесть генов, мутации которых приводят к развитию синдрома Мабри.
Этиологически синдром Мабри представляет собой подмножество спектра заболеваний, связанных с нарушением биосинтеза гликозилфосфатидилинозитола (ГФИ-якоря) – белка, обеспечивающего присоединение других белков к клеточным мембранам («заякоривание» белков на мембранах). На 2020 год было известно 19 генов, мутации которых приводят к развитию дефектов биосинтеза ГФИ-якоря. Синдром Мабри отличается от остальных заболеваний этого спектра тем, что при нём у пациентов отмечается гиперфосфатазия.

## Симптомы и признаки
Помимо умственной отсталости и повышения концентрации щелочной фосфатазы, у пациентов отмечаются эпилептические приступы, дисморфические черты лица и другие аномалии строения тела, например, укорочение концевых фаланг пальцев (брахителефалангия).
При назначении витамина B6 (пиридоксина) у пациентов с синдромом Мабри может отмечаться снижение частоты эпилептических приступов. Предполагается, что развитие пиридоксинчувствительной эпилепсии связано с тем, что щелочная фосфатаза, фермент, заякоривание которого нарушается при синдроме Мабри, играет важную роль в процессах нейронального развития и в метаболизме витамина B6.

## Типы синдрома Мабри
По состоянию на 2020 год было описано шесть типов СГФУО в зависимости от основного пораженного гена:
- Тип 1 - мутации гена PIGV, хромосомный локус 1p26.11
- Тип 2 - мутации гена PIGO, хромосомный локус 9p13.3
- Тип 3 - мутации гена PGAP2, хромосомный локус 11p15.4
- Тип 4 - мутации гена PGAP3, хромосомный локус 17q12
- Тип 5 - мутации гена PIGW, хромосомный локус 17q12
- Тип 6 - мутации гена PIGY, хромосомный локус 4q22.q

## История
В декабре 1968 года на обследование к доктору Чарльтону Мабри (Charleton Mabry) в детскую больницу при Университете штата Кентукки поступила женщина с четырьмя детьми: двумя сыновьями, дочерью и племянником. У всех детей наблюдалась похожая картина развития симптомов: непосредственно после родов у младенца не отмечалось нарушений, однако в первый год жизни у ребенка появлялись неврологические отклонения, делавшие невозможным развитие речи или самостоятельное передвижение, а на второй либо третий год жизни развивалась тяжелая эпилепсия. Анализ образцов крови детей выявил повышенные уровни щелочной фосфатазы.
В 1970 году Чарльтон Мабри с коллегами опубликовали первое описание нового синдрома в The Journal of Pediatrics. Через восемнадцать лет, в 1988 году, другая команда исследователей опубликовала описание девяти обнаруженных ими пациентов с тем же набором симптомов, подтвердив также аутосомно-рецессивный характер наследования синдрома, предложенный группой Mabry et al. Прошло более 40 лет с первой публикации, прежде чем Майлс Томпсон (Miles Thompson), молекулярный генетик из Торонто, предложил назвать это редкое расстройство синдромом Мабри в честь первооткрывателя. В 2019 году Томпсон с соавторами опубликовали отчет о генетическом исследовании трёх мужчин - оставшихся в живых пациентов из тех четырёх, что были впервые описаны Мабри с соавторами в 1970 году. У них было выявлено поражение гена PGAP2 (синдром Мабри типа 3).